# Drávidové

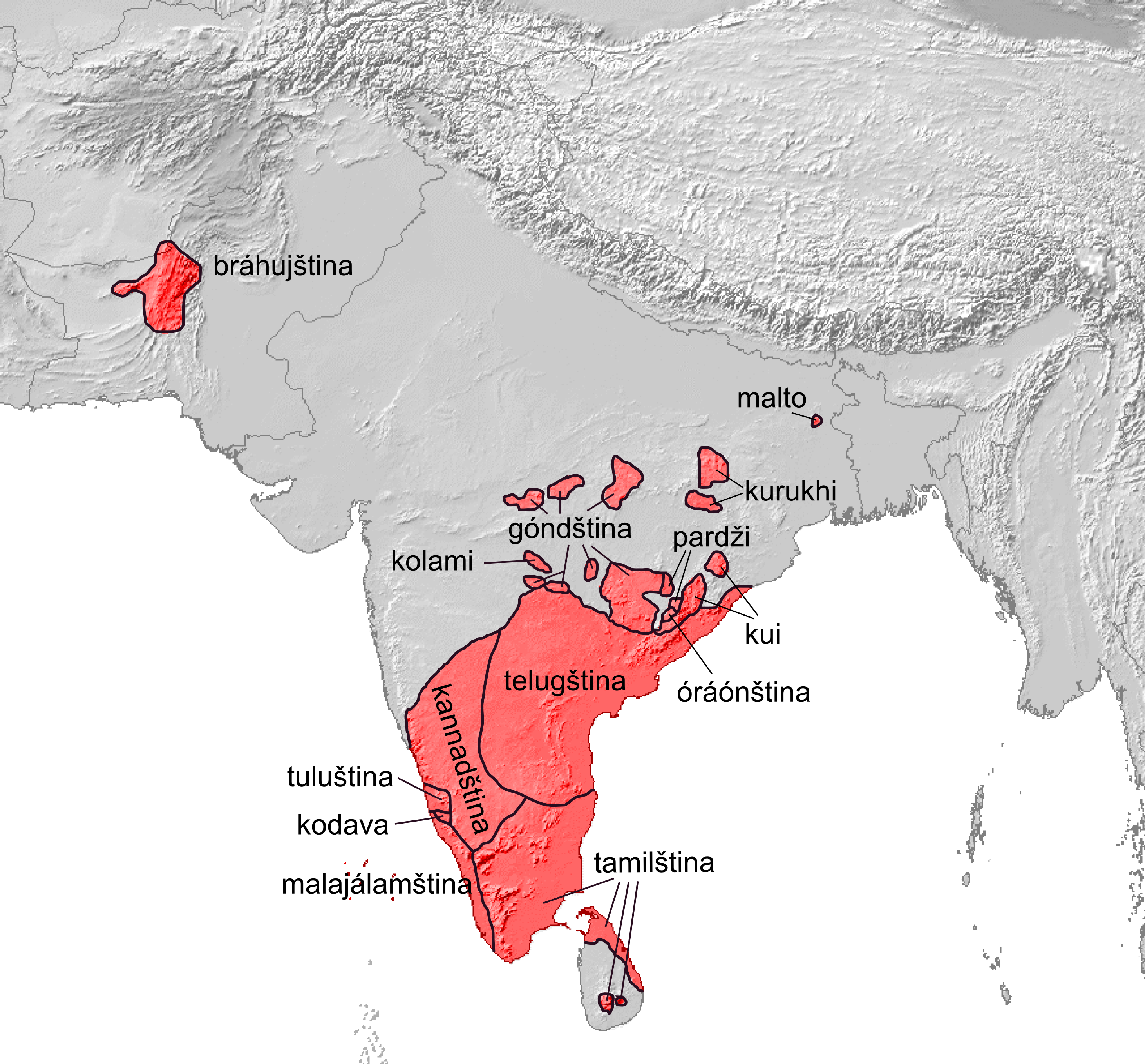
Mapa jižní Asie zobrazuje rozšíření drávidských jazyků

Drávidové jsou souborem etnik[kterých?] odvozující svůj společný původ, jejichž mateřským jazykem je některý z drávidských jazyků. Nacházejí se proto především v jižní Indii, dále na Srí Lance, Bangladéši, Pákistánu, Afghánistánu a Íránu. Podle některých badatelů jsou předky dnešních Drávidů Harappané, kteří byli vytlačeni ze své domoviny v severní Indii indoevropskými kmeny. Drávidové bývají tradičně klasifikováni jako součást australoidní rasy, spolu s Negrity jsou jedinými asijskými představiteli tohoto plemene.